# Vilkaviškis
Vilkaviškis ( escoltar (?·pàg.)) és una ciutat del Comtat de Marijampolė, al sud-oest de Lituània. Es troba a 25 km al nord-est de la ciutat Marijampolė, al costat del riu Šeimena. La ciutat va obtenir el seu nom del riu Vilkauja, un tributari del Šeimena. Inicialment anomenada Vilkaujiškis el nom va ser canviat posteriorment per Vilkaviškis per a facilitar la pronunciació.
Abans del 1941 la ciutat tenia una gran comunitat jueva que va ser completament aniquilada pels Nazis i els seus col·laboradors locals. La totalitat de la població jueva de la ciutat va ser assassinada en un sol dia, (tzom-gedalia), després de l'entrada dels alemanys a la ciutat.

## Noms
Els noms de la ciutat tal com els anomenen formal o informalment els parlants de la resta de grups ètnics no lituans que viuen o han viscut a la ciutat inclouen: polonès: Wyłkowyszki; jiddisch: Vilkovishk; alemany Wilkowischken. Altres variants escrites inclouen: Vilkavishkis i Wilkowyszki.

## Habitants notables
Habitants notables de la ciutat i el districte circumdant:
- Jonas Basanavičius, un activista del Renaixement nacional lituà.
- Sonia Gaskell (1904), ballarí i coreograf.
- Vincas Kudirka, autor del Tautiška giesmė, l'himne nacional (nascut a la pròxima Paežeriai (Pojeziory)).
- Marian Lalewicz, arquitecte rus i polonès.
- Galina Shurepova, - la primera submarinista femenina de la Marina Soviètica; entrenadora de dofins militars.